# ویلیام دویت
ویلیام دویت (William Dewitt)‏ (۱۸ ژوئیه ۱۷۳۸–۱۸۱۳)، مزرعه‌دار، حقوق‌دان و سیاست‌مدار از کارولینای جنوبی بود که در جنگ انقلابی آمریکا به عنوان سروان فعالیت می‌کرد. شش سال بعد از امضاء اعلامیه استقلال عضو مجلس نمایندگان کارولینای جنوبی بود. وی در کنوانسیون تصویب کارولینای جنوبی در چارلستون شرکت کرد. وی یکی از جمله نمایندگانی بود که با تصویب قانون اساسی ایالات متحده آمریکا موافقت نمود.

## اوایل زندگی
ویلیام دویت در فردریکزبرگ استان ویرجینیا در خانواده مارتین دویت و الن دوتل متولد شد. ویلیام دویت یک مرد تحصیل کرده بود. در سال ۱۷۶۴ وی با مری دیوونالد ازدواج کرد و ده فرزند داشت. جان دویت نخستین فرزند آن‌ها در ۱۷۶۵ به دنیا آمد. سه سال بعد، دویت به قانون تمبر اعتراض نمود. در ۴ اکتبر سال ۱۷۶۸ شهرستان سنت دویت در شهرستان کروین در استان کارولینای جنوبی تأسیس شد. ویلیام دویت یکی از اعضای مجمع بود. وی ۳۰ ساله بود. قتل‌عام بوستون در ۵ مارس ۱۷۷۰ صورت گرفت. در ۲۰ آوریل ۱۷۷۲ ویلیام دویت به‌عنوان کارمند کلیسای شهرستان سنت دویت انتخاب شد. در دوره‌های استعماری هئیت‌های منصفه بزرگ، موضوعات را به منظور اقدامات قانونی و هم برای تنظیم و کنترل نواحی به اطلاع عموم مردم می‌رسانیدند. آنها شکایت و علت نارضایتی خویش را به مجلس عوام استعماری بیان می‌کردند. در اوایل ۱۷۷۲، ویلیام دویت یکی از اعضای هیئت منصفه بزرگ در منطقه چریو کارولینای جنوبی بود.
در ۱۶ دسامبر سال ۱۷۷۳ جنبش چای بوستون برگزار شد و موجی از شوک‌ها را در سراسر مستعمرات ایجاد کرد. ویلیام دویت در ۱۷۷۳ به عنوان عضو مشورت دهنده کلیسای سنت دوید انتخاب شد. او به کار خود با هیئت منصفه بزرگ ادامه داد. یک سال بعد از ۵ سپتامبر تا ۲۶ اکتبر ۱۷۷۴ نخستین کنگره قاره‌ای تشکیل جلسه داد. ادوارد راتلج و جان راتلج از جمله نمایندگان کارولینای جنوبی بودند. در ۱۵ آوریل ۱۷۷۵ ویلیام دویت و اعضای هیئت منصفه بزرگ در منطقه چریو از ولیعهد بریتانیا خوش نبودند و قرار بود که شورش‌های به‌وقوع بپیوندد. دویت در این زمان ۳۷ سال داشت. نخستین نبرد در ماساچوست آغاز شد. ویلیام دویت، پدر وی مارتین دویت و هر دو پسرش جان و چارلز نقش فعالی در انقلاب آمریکا بازی نمودند.

## انقلاب آمریکا
دومین کنگره قاره‌ای آمریکا در ۱۰ مه ۱۷۷۵ برگزار شد. نمایندگان ۱۲ مستعمره شامل ادوار راتلج و جان راتلج نمایندگان کارولینای جنوبی در فیلادلفیا ملاقات نمودند. کنگره استانی کارولینای جنوبی در ۲۲ ژوئن ۱۷۷۵ کمیته نظارت بر کلیسای سنت دوید را تشکیل دادند. ویلیام دویت در رأس کمیته قرار داشت.
در ۲۶ مارس ۱۷۷۶ به دلیل منازعات بادوام و آشوب‌های داخلی ویلیام دویت به عنوان قاضی صلح نامزد شد. به تعداد چهار نفر از امضاءکنندگان اعلامیه استقلال آمریکا از جمله ادوارد راتلج از کارولینای جنوبی بودند. محوطهٔ کلیسای سنت دوید به عنوان بیمارستان تداوی سپاهیان زخمی بریتانیایی بکار می‌رفت و تعداد زیادی از کشته شدگان سپاهیان بریتانیایی در حیاط کلیسا دفن شدند. محوطهٔ کلیسا همچنین به عنوان مرکز فرماندهی شبه‌نظامیان کارولینای جنوبی استفاده می‌شد. بیش از ۲۰۰ نبرد در کارولینای جنوبی صورت گرفت و تقریباً یک بر سوم بخش انقلاب آمریکا در کارولینای جنوبی انجام شد.
در۱۳ دسامبر ۱۷۷۷ آکادمی (انجمن) سنت دوید به منظور ترویج آموزش در منطقه چریو تأسیس شد. دویت یکی از اعضای این آکادمی بود. دویت اکنون در انقلاب آمریکا به عنوان سروان یاد می‌شد. در جریان جنگ آنها مدرسه را تأسیس نمودند. ویلیام دویت و اعضای هیئت منصفه بزرگ مجدداً تشکیل جلسه داده و شکایت و نارضایتی‌های خویش را به ولیعهد انگلستان ارائه کردند. کارولینای جنوبی یک قانون اساسی ایجاد کرد که شهرستان سنت دیوید یک سناتور و شش نماینده سهمیه داشت. جنگ به منظور از پا درآوردن کارولینای جنوبی آغاز شد، نبردها در همه جا بود و سروان ویلیام دویت در بسیاری از جنگ‌ها شرکت کرد.
یک گروهی از بریتانیایی‌ها با تعداد ۲۴۰۰ سپاهی به سمت کوسوهاچی کارولینای جنوبی در حرکت بودند. سرتیپ مولترای تمامی نیروهای خویش شامل سروان دویت را به کوسوهاچی سوق نمود. نبرد سنگینی در ۳ مه سال ۱۷۷۹ به‌وقوع پیوست. ارتش قاره‌ای به دلیل بی‌نظمی‌های عظیم عقب‌نشینی کرد. این عقب‌نشینی سبب ضعف مورال ارتش قاره‌ای شد و کارولینای جنوبی تسلیمی به بریتانیا را مورد غور و بررسی قرار می‌داد. خانم سروان دویت و پسر وی به‌نام جان دویت شانزده ساله در خانه خود توسط گروهی از سپاهیان بریتانیا مورد آزار و اذیت قرار گرفتند. یکی از سپاهیان بریتانیایی سر جان دویت را توسط شمشیر بریده و زخمی ساخت و زخمی که وی متحمل آن شد الی سر قبر با وی همراه بود. متعاقباً خانه سروان دویت در سدار کریک با تمامی وسایل شخصی‌اش توسط محافظه‌کاران به آتش کشیده شد. خانوادهٔ دویت در خطر قرارگرفته بود. همزمان با نزدیک شدن بریتانیایی‌ها به‌سوی سروان دویت، وی خانواده‌اش را به منظور امینت به گلفورد کارولینای شمالی برد. او فوراً برگشت تا پایان جنگ در انقلاب آمریکا سهم فعالی ایفا نماید. در ۳ مارس ۱۷۸۱ سروان ویلیام دویت به ارزش ۴۸۰ پوند گوشت خوک را برای تغذیه نگهبانان در کولبزبری اهدا کرد.
در ماه سپتامبر ۱۷۸۱ سرتیپ فرانسس ماریون مشهور به روباه مرداب، ستوان ارشد سروان دویت بود. در ۱۷ سپتامبر سال ۱۷۸۱ فرماندار جان راتلج به سرتیپ ماریون با نوشتن نامه‌ای اطلاع داد که هنگ، سرهنگ لیموئیل بنتون بخشی از تیپ وی است. راتلج اجازه برگزاری انتخابات ویژه را به سرتیپ ماریون داد. ویلیام دویت به‌عنوان نماینده سنت دوید در مجلس نمایندگان انتخاب شد. ویلیام دویت و ویلیام پیگوس، دو نفر از جملهٔ شش نماینده‌ای بودند که برای سنت دوید انتخاب شده بودند. آن‌ها در ۱۸ ژوئن سال ۱۸۸۲ در به مسند نمایندگی مجلس جلوس نمودند. مکان مجلس در جکسانبورگ کارولینای جنوبی بود.

## جاده به سوی قانون اساسی
درسال ۱۸۸۳ ویلیام دویت مجدداً به مجمع انتخاب شد اما ۲ ماه بعد وی به عنوان کلانتر انتخاب و کرسی خویش را در مجمع خالی کرد. انقلاب آمریکا در ۳ سپتامبر سال ۱۷۸۳ پایان یافت. در ۳۰ نوامبر سال ۱۷۸۴ سروان ویلیام دویت به‌عنوان سناتور کارولینای جنوبی انتخاب شد. در ۲۱ مارس ۱۷۸۵ او در حالیکه هنوز سناتور هم بود، همچنین به عنوان قاضی شهرستان دارلنگتون انتخاب شد. در ۱۳ اوت ۱۷۸۵ انجمن (آکادمی) نهاد برجسته تحصیلی و بشردوستانه به پیشرفت و شکوفایی خویش ادامه داد. ویلیام دویت معاون آکادمی بود. در سال ۱۷۸۸ ویلیام دویت از شرکت در آکادمی (انجمن) سنت دوید استعفا کرد و در کنوانسیون تصویب کارولینای جنوبی در چارلستون شرکت کرد.
کنگره کنفدراسیون میان سال‌های۱۷۸۱ و ۱۷۸۹تشکیل گردید. تعداد زیادی از اعضای مختلف از استان کارولینای جنوبی بودند. دولت نو تشکیل شده تلاش می‌کرد تا دولت واحدی را ایجاد نماید. کنوانسیون قانون اساسی در فیلادلفیا برگزار شد، اما تعداد زیادی از استان‌ها نمی‌خواستند از حق خویش به عنوان دولت‌های مستقل منصرف شوند. هریک از استان‌ها کنوانسیون ویژهٔ تصویب قانون اساسی را برگزار نمودند. نمایندگان از هر استان باید سند جدید را تصویب می‌نمودند. ویلیام دویت یکی از نمایندگاه استان کارولینای جنوبی بود.

## اواخر زندگی
جورجیا و کارولینای جنوبی از جمله استان‌های برده پذیر بودند که متعهد به نهاد برده بودند. این استان‌ها بخشی از استان‌های جنوبی بودند که باید نهاد برده‌داری را در قانون اساسی ایالات متحده می‌گنجانیدند در غیر آن قانون اساسی تصویب نمی‌شد. در سال ۱۷۹۰ برده‌داری در ۷ مستعمره از جمله ۱۳ مستعمره ممنوع اعلام شد. در دهه ۱۷۹۰ سیاست در کارولینای جنوبی خیلی‌ها مغلق شد و داشتن زمین، به یک ضرورت برای رسیدن به قدرت تبدیل شد. سیاست‌مداران و قانون‌گذاران بزرگ قدرت سیاسی بیشتری داده شدند که سبب مختل شدن مشارکت سیاسی سنت دوید در حکومت شد. ویلیام دویت ملزم بود تا مقدار مشخصی زمین داشته باشد تا بتواند از مردم محلی نمایندگی نماید. سوابق حاکی از آن است که ویلیام دویت زمین‌های زیادتر از آنچه می‌خواست در اختیار داشت.
اشراف ثروتمند کارولینای جنوبی اعضای کنگره را به داشتن ۵۰۰ هکتار زمین و ده برده و سناتورها را به داشتن دو نفر برده ملزم ساختند. در ذیل اسامی اعضای کنگره استانی و سناتورهای کارولینای جنوبی است که برای خرید زمین و برده قروض اخذ نمودند تا پس از الزام قانونی قانون اساسی سال ۱۷۹۰ در قدرت باقی‌بمانند. ۱۲ قانون‌گذار ذیل تمامی شان قرضه اخذ نمودند تا در قدرت باقی‌بمانند: جیمز کنیدی، جوزف براون، فیلیمون، واترز، هنری پندلتون، ریجارد همپتون، جان مایرانت، ویلیام کلی سنایپر، روگر پ. سندرز، جان بد، بنجامین هیکز و ویلیام دویت. ویلیام دویت بنجامین هیکز هر دو نماینده کلیسای دوید بودند.‏ ۱۲ قانون‌گذاری که در فوق ذکر شد، عضو کنوانسیون کارولینای جنوبی بودند که قانون اساسی ایالات متحده آمریکا را تصویب نمودند. سیاست‌مدارانی که برای استقلال مبارزه می‌کردند و قانون اساسی ایالات متحده آمریکا را تصویب نمودند، اکنون در قدرت بوده نمی‌توانستند. مطابق گزارش‌های، آن‌ها برای اینکه در قدرت باقی‌بمانند، قرضه اخذ نمودند، اما در پرداخت دوباره قروض کوتاهی نمودند. تمامی اشخاص یادشده، دارای شخصیت عالی و رهبران جدید کشور ما بودند، اما با انتشار عدم پرداخت قروض خویش در محضر عام شرمنده شدند. متأسفانه قانون الزامات مالکیت تا زمان جنگ داخلی آمریکا نافذ بود.
سناتور ویلیام دویت با رعایت استانداردهای تعیین شدهٔ آن‌زمان به شرکت در حکومت محلی ادامه داد. او قوانین را تصویب و با ساخت پل‌ها، بزرگ‌راه‌ها و جاده‌ها به پیشرفت و توسعه کارولینای جنوبی کمک کرد. در زمان تصدی وی، قایق‌های موتوری را اضافه نمودند. در سال ۱۸۰۶ که ۶۸ ساله بود به خدمت خود در سنای کارولینای جنوبی ادامه داد. آکادمی سنت دوید به سمت شکوفایی در حرکت بود. در سال ۱۸۰۴ استاد برجسته زبان و فارغ‌التحصیل دانشگاه ییل واقع انول هانفورد، در این آکادمی تدریس نمود و با مارگاریت دختر ویلیام دویت ازدواج نمود.